# بند ۹۰۷
بند ۹۰۷ قانون حمایت از آزادی ایالات متحده هر نوع کمک مستقیم ایالات متحده به دولت آذربایجان را ممنوع کرده‌است. این ممنوعیت‌ها باعث شد آذربایجان تنها کشور پس از فروپاشی شوروی باشد که برای تسهیل ثبات اقتصادی و سیاسی از دولت ایالات متحده کمک مستقیم دریافت نمی‌کند.
این قانون مورد حمایت شدید ارامنه آمریکایی-آمریکایی در ایالات متحده قرار گرفت و در پاسخ به محاصره آذربایجان از ارمنستان در جریان جنگ قره باغ بین دو ملت تصویب شد.
در ۲۴ اکتبر ۲۰۰۱، سنا اصلاحیه ای را در قانون تصویب کرد که به موجب آن رئیس‌جمهور می‌تواند از بخش ۹۰۷ چشم پوشی کند. او از آن زمان تاکنون این کار را انجام داده‌است.

## متن بند ۹۰۷
بند ۹۰۷ قانون حمایت از آزادی (قانون عمومی ۱۰۲–۵۱۱) واشینگتن دی سی، ۲۴ اکتبر ۱۹۹۲
بند ۹۰۷ محدودیت در کمک به آذربایجان.
(الف) محدودیت‌ها - کمک‌های ایالات متحده تحت این قانون یا هر قانون دیگر (غیر از کمک تحت عنوان V این قانون) به دولت آذربایجان ارائه نشود تا زمانی که رئیس‌جمهور تعیین کند، و بنابراین گزارش آن را به کنگره بدهد، که دولت آذربایجان در حال برداشتن اقدامات قابل اثبات برای متوقف کردن همه محاصره‌ها و سایر استفاده‌های تهاجمی زور علیه ارمنستان و قره باغ است.
(ب) انصراف - اگر رئیس‌جمهور مصمم باشد که اعمال محدودیت به نفع منافع ملی ایالات متحده نباشد، محدودیت کمک در بخش (الف) اعمال نخواهد شد.

## متن قانون عمومی ۱۰۷–۱۱۵
(۱) بند ۹۰۷ قانون حمایت از آزادی اعمال نخواهد شد -
(الف) فعالیت‌هایی برای حمایت از دموکراسی یا کمک تحت عنوان V قانون حمایت از آزادی و بخش ۱۴۲۴ قانون عمومی ۱۰۴–۲۰۱ یا کمک به منع گسترش سلاح‌های هسته ای؛ (ب) هر گونه کمک توسط آژانس تجارت و توسعه تحت بخش ۶۶۱ قانون کمک خارجی 1961 (22 USC 2421) ارائه شده‌است.
ج) هر فعالیتی که یکی از اعضای ایالات متحده و خدمات بازرگانی خارجی در حین اقدام در حد توانایی رسمی خود انجام می‌دهد؛ (د) هرگونه بیمه، بیمه اتکایی، تضمین یا سایر کمکهای ارائه شده توسط شرکت سرمایه‌گذاری خصوصی خارج از کشور تحت عنوان IV از فصل ۲ قسمت I قانون کمک خارجی از 1961 (22 USC 2191 به بعد).)
(ه) هر گونه تأمین مالی مطابق قانون بانک صادرات و واردات از سال ۱۹۴۵؛ یا
(و) کمک‌های بشردوستانه.
(۲) اگر رئیس‌جمهور کمیته‌های اعتبارات را تعیین کند و به آن صلاحیت دهد، رئیس‌جمهور می‌تواند از بند ۹۰۷ قانون حمایت از آزادی صرف نظر کند -
(الف) برای حمایت از تلاشهای ایالات متحده برای مقابله با تروریسم بین‌المللی ضروری است. یا
(ب) برای حمایت از آمادگی عملیاتی نیروهای مسلح ایالات متحده یا شرکای ائتلاف برای مقابله با تروریسم بین‌المللی ضروری است. یا
(ج) برای امنیت مرزی آذربایجان مهم است. و
(د) تلاشهای مداوم برای مذاکره در مورد حل و فصل صلح آمیز بین ارمنستان و آذربایجان را مانع نخواهد بود
(۳) اختیارات بند (۲) فقط از تاریخ ۳۱ دسامبر ۲۰۰۲ قابل استفاده است.
(۴) رئیس‌جمهور می‌تواند در صورت تعیین و تأیید کمیته‌های اعتبارات مطابق مفاد بند (۲)، اختیار معافیت ارائه شده در بند (۲) را به صورت سالانه در ۳۱ دسامبر ۲۰۰۲ یا پس از آن تمدید کند.
(۵) پیش از ارائه هرگونه کمکی که طبق بند (۲) در دسترس قرار می‌گیرد، با کمیته‌های اعتبارات مشورت می‌شود.
(۶) رئیس‌جمهور باید ظرف ۶۰ روز از هرگونه اعمال اختیارات تحت بند (۲) گزارشی را به کمیته‌های مربوطه کنگره ارسال کند که جزئیات زیر را مشخص می‌کند -
(الف) ماهیت و کمیت کلیه آموزشها و مساعدتهای ارائه شده به دولت آذربایجان طبق بند (۲)؛ (ب) وضعیت تعادل نظامی بین آذربایجان و ارمنستان و تأثیر کمکهای ایالات متحده بر این توازن؛ و
ج) وضعیت مذاکرات برای حل و فصل صلح آمیز ارمنستان و آذربایجان و تأثیر کمک‌های ایالات متحده در این مذاکرات.